# Raymond de Saussure
Raymond de Saussure (Genebra, 2 de agosto de 1894 - Genebra, 19 de outubro de 1971) foi um psiquiatra e psicanalista suíço.

## Biografia
Nasceu em uma família de estudiosos de Genebra, sendo Ferdinand de Saussure, o famoso linguista, seu pai. Estudou medicina na Universidade de Genebra e Zurique, depois estudou psiquiatria em Paris, Viena e Berlim, sendo a primeira psicanálise com Freud e a segunda com Franz Alexander em Berlim. Ele é um dos fundadores da Sociedade Psicanalítica de Paris e um dos pioneiros da difusão das ideias de Freud na França e na Suíça francófona, onde também se tornou membro da Sociedade Suíça de Psicanálise. De volta de uma estada em Nova York em 1952, ele se tornou, com Michel Gressot, um dos que desenvolveram a psicanálise na Suíça de língua francesa, mantendo estreitas ligações com a França. Ele também foi um dos fundadores da FEP (Federação Europeia de Psicanálise) em 1966.

## Publicações
- La Méthode psychanalytique (préface de Sigmund Freud), Payot, Lausanne-Genève, 1922
- « Métapsychologie du plaisir », 1958, (rééd. in Psychothérapie, vol 1, n02, éd.: Médecine et Hygiène, 1981)
- Avec Léon Chertok, Naissance du psychanalyste. De Mesmer à Freud, Paris, Payot, 1973, (rééd. Les Empêcheurs de penser en rond / Synthélabo, 1997 (ISBN 2-908-60288-1))